# Große Gröpelgrube

Die Lage der Großen Gröpelgrube, rot markiert

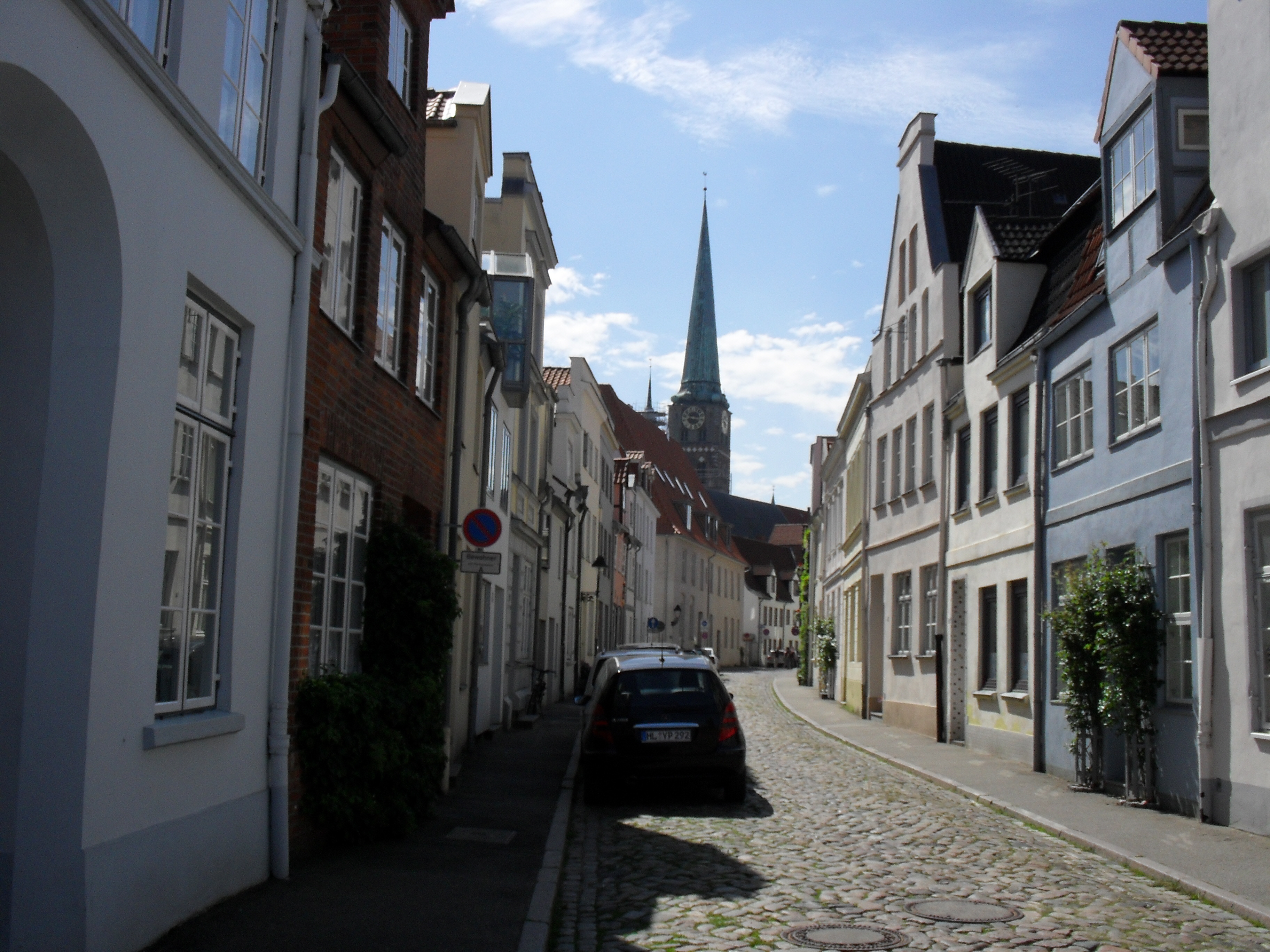
Die Große Gröpelgrube

Die Große Gröpelgrube ist eine Straße der Lübecker Altstadt.

## Lage
Die etwa 230 Meter lange Große Gröpelgrube befindet sich im nordöstlichen Teil der Altstadtinsel, dem Jakobi Quartier. Sie verbindet, beginnend gegenüber der Nordost-Ecke des Kobergs, die Große Burgstraße mit der Wakenitzmauer, wobei auf halber Strecke zunächst von Norden her die Rosenstraße und kurz danach der Lange Lohberg von Süden kommend in die Große Gröpelgrube einmünden.

## Geschichte
Der Name der Großen Gröpelgrube leitet sich nicht, wie gelegentlich angenommen, von der Grape ab, einem hochbeinigen Kochkessel, der in früheren Zeiten charakteristisch für die Lübecker Küchen war. Der Ursprung liegt vielmehr im Wort Groper, einem alten niederdeutschen Begriff für Töpfer, die sich in der Frühzeit Lübecks in dieser Gegend wegen der vorhandenen Vorkommen an gelbem Ton niedergelassen hatten und die somit zu Namensgebern für die Große und Kleine Gröpelgrube wurden. Die schriftlich dokumentierten Straßennamen belegen diese Herleitung von frühester Zeit an:
- 1262: Fossa figulorum (lateinisch, Töpfergasse)
- 1283: Fossa olificum (Töpfergasse)
- 1289: Fossa lutifigulorum (Töpfergasse)
- 1297: Gropegrove superior (niederdeutsch-lateinisch: Obere Töpfergrube)
- 1307: Gropengrove
- 1310: Major fossa lutifigulorum (Große Töpfergasse)
- 1394: Grote Gropergrove (Große Töpfergrube)
- 1601: Grepelsgrove
- 1608: Grote Gropelgrove
- 1614: Grote Gröpergrove

Der heutige Name ist seit 1852 amtlich festgelegt.

## Bauwerke
- Große Gröpelgrube 4: Renaissance-Treppengiebelhaus des frühen 17. Jahrhunderts
- Gertrudenherberge, Große Gröpelgrube 8
- Große Gröpelgrube 14: Auf die 2. Hälfte des 15. Jahrhunderts zurückgehendes Haus, 1795 klassizistisch umgebaut
- Große Gröpelgrube 16: Auf die 2. Hälfte des 14. Jahrhunderts zurückgehendes Renaissance-Traufenhaus der 1. Hälfte des 17. Jahrhunderts, ehemals Gloxins Armenhaus
- Große Gröpelgrube 18: Auf das 1. Viertel des 15. Jahrhunderts zurückgehendes Renaissance-Bürgerhaus des 16. Jahrhunderts, um 1800 klassizistisch umgebaut
- Große Gröpelgrube 31: Zwerchhaus des 15. Jahrhunderts mit Putzfassade aus der Mitte des 18. Jahrhunderts
- Große Gröpelgrube 33-35: Auf das 15. Jahrhundert zurückgehendes klassizistisches Fachwerkhaus aus der Mitte des 18. Jahrhunderts, 1975 aus zwei Gebäuden zusammengefasst
- Große Gröpelgrube 36: Auf die Jahre 1440–1460 zurückgehendes Renaissance-Dielenhaus der 2. Hälfte des 16. Jahrhunderts, 1843 klassizistisch umgebaut
- Große Gröpelgrube 39: Auf die 2. Hälfte des 16. Jahrhunderts zurückgehendes klassizistisches Haus des frühen 19. Jahrhunderts, unter einem Dach mit Nr. 41 und 43
- Große Gröpelgrube 43: Zwischen 1550 und 1574 errichtetes Renaissancehaus, um 1800 klassizistisch umgebaut; unter einem Dach mit Nr. 39 und 41, Vorderhaus zum Adlergang
- Große Gröpelgrube 49: Im Kern aus dem 14. Jahrhundert stammendes Haus, im 16. Jahrhundert im Renaissance-Stil umgebaut und um 1800 klassizistisch überformt
- Große Gröpelgrube 55: Im Kern aus dem 14. Jahrhundert stammendes Haus, Mitte des 19. Jahrhunderts spätklassizistisch umgestaltet
  - siehe auch Liste abgegangener Lübecker Bauwerke#Große Gröpelgrube für nicht mehr vorhandene Bauwerke.

## Gänge und Höfe
Von der Großen Gröpelgrube gehen oder gingen folgende Lübecker Gänge und Höfe ab (nach Hausnummern):
- 22: Medingsgang
- 29: Evers Gang (abgängig)
- 37: Gemeinschaftsgang
- 45: Adlergang
- 51: Gemeinschafts Gang (abgängig)